# Life Is Somewhere Else
Life Is Somewhere Else – trzeci album Daniela Spaleniaka, wydany 16 marca 2018 przez wytwórnię Antena Krzyku. Nominacja do Fryderyka 2019 w kategorii «Album Roku Blues / Country».

## Lista utworów
1. „Prologue” – 4:50
2. „Lonely Nights” (feat. Kacha Kowalczyk) – 4:22
3. „Stranger” (feat. Kacha Kowalczyk) – 3:35
4. „Life Is Somewhere Else” – 2:21
5. „Change” – 3:27
6. „Don’t Know Who I Am” – 3:56
7. „West” (feat. Poor Saint Lazarus & Miro Rabier) – 3:31
8. „Looking for Harmony” – 3:04
9. „I’m Gone” – 4:15
10. „Tape” – 2:08
11. „Lonely Nights Reprise” – 3:00